# Buick Y-Job
Buick Y-Job — перший концепт-кар в історії. Дизайн автомобіля був розроблений Х. Ерлом (англ. Harley J. Earl) в 1938 році. Спочатку автомобіль не
призначався для серійного
виробництва, а був
виготовлений як носій нових ідей і радикальних рішень.
згодом більшість таких
рішень знайшли своє
місце при виробництві
серійних автомобілів General Motors